# Ptychorrhoe locupletaria
Ptychorrhoe locupletaria là một loài bướm đêm trong họ Geometridae.